# Кане (Белуно)
Кане (итал. Canè) је насеље у Италији у округу Белуно, региону Венето.
Према процени из 2011. у насељу је живело 129 становника. Насеље се налази на надморској висини од 379 м.